# Soop af Limingo
Soop af Limingo var en, numera utdöd, svensk adelsätt. Den friherrliga ätten introducerades 1652 med nummer 19.
Ätten utgrenades ur den adliga ätten Soop, en av Sveriges äldsta frälsesläkter, i och med att riksrådet, lagmannen med mera Mattias Soop (1585–1653), den 8 april 1651 upphöjdes till friherre och erhöll ett större antal mantal i Limingo socken i finska Österbotten som friherreskap. 
Hans son Carl Soop af Limingo var riksråd 1654.
Ätten utgick på svärdssidan 1711 med Mattias Soops sonson, landshövdingen Carl Gustaf Soop (1659–1711), och på spinnsidan med dennes dotter Hedvig Ulrica Christina, 1703–1776, gift med greve Carl August Dohna, 1691–1744.

## Bemärkta ättemedlemmar (utöver ovannämnda)
- Gustaf Soop (1623–1679), riksråd med mera